# Андора на Европском првенству у атлетици на отвореном 2010.
Андора је учествовала на Европском првенству 2010. одржаном у Барселони, Шпанија, од 27. јула до 1. августа. То је било четврто европско првенство у атлетици на отвореном на којем је Андора учествовала од европског првенства 1998. када је дебитовала. Репрезентацију Андоре представљло је 6 спортиста који су се такмичили у две дисциплине.
Према стартној листу маратонске трке није било пријављеног Мануела Фернандеза, тако да је коначно Андору представљало 5 атлетичара.
Представници Андоре нису постигли запаженије резултате. Није било нових националних рекорда. Постигнут је само један лични рекорд маратонца Алана Марчада иако је за победником заостао 57:09 минута.

## Учесници
| Дисциплина       | Мушкарци                                          | Жене |
| ---------------- | ------------------------------------------------- | ---- |
| 3.000 м препреке | Пеп Санса Булич                                   |      |
| маратон          | Тони Бернадо Алан Марчадо Иван Рамирез Ђорди Ројо |      |

### Мушкарци
| Атлетичар       | Дисциплина       | Лични рекорд | Квалификације     | Квалификације     | Финале           | Финале       | Детаљи                                 |
| Атлетичар       | Дисциплина       | Лични рекорд | Резултат          | Место             | Резултат         | Место        | Детаљи                                 |
| --------------- | ---------------- | ------------ | ----------------- | ----------------- | ---------------- | ------------ | -------------------------------------- |
| Пеп Санса Булич | 3.000 м препреке | 8:47,35      | 9:24,39           | 12. у гр. 1       | Није се пласирао | 23 /23 (24)  | Архивирано на веб-сајту (9. јун 2012)  |
| Тони Бернадо    | маратон          | 2:14:25      |                   |                   | 2:30:52          | 33 / 45 (64) | Архивирано на веб-сајту (12. јун 2012) |
| Алан Марчадо    | маратон          |              | 3:12:54 ЛР        | 45/45 (64)        |                  |              | Архивирано на веб-сајту (12. јун 2012) |
| Иван Рамирез    | маратон          | 2:37:54      | 2:51:42           | 43 /45 (64)       |                  |              | Архивирано на веб-сајту (12. јун 2012) |
| Ђорди Ројо      | маратон          | 2:41:16      | Није завршио трку | Није завршио трку |                  |              | Архивирано на веб-сајту (12. јун 2012) |